# Prédio da Cervejaria Brahma

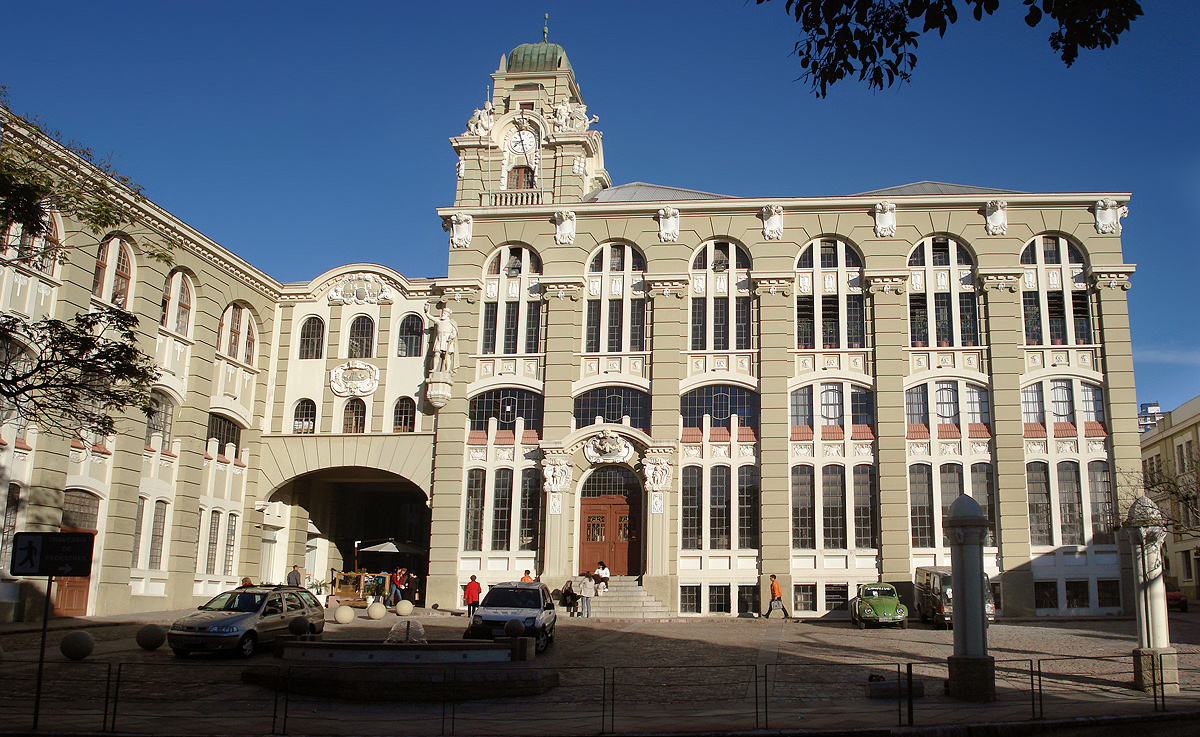
Parte central da antiga Cervejaria Brahma, hoje o Shopping Total

A antiga Cervejaria Brahma é um prédio histórico de Porto Alegre, localizado à Avenida Cristóvão Colombo, no bairro Floresta. Originalmente pertenceu à Cervejaria Bopp Irmãos, depois à Cervejaria Continental, e desta passou para a Cervejaria Brahma. Hoje está integrado ao Shopping Total.

## Histórico do prédio
O vasto edifício está intimamente ligado à história da indústria cervejeira em Porto Alegre, que teve seu início com a inauguração da primeira fábrica, em 1873, pertencente a Frederico Cristofell. Nos anos que se seguiram diversas outras empresas do ramo se instalaram na cidade, destacando-se entre elas a Cervejaria Bopp, fundada em 1881, mas funcionando primeiro na Rua Voluntários da Pátria. A bibliografia cita como ano de início da construção 1910, e a data de inauguração como 27 de outubro de 1911. Entretanto, há duas datas inscritas na fachada: 1911 e 1914.
Com o desaparecimento de grande parte das cervejarias nos anos posteriores, as remanescentes Bopp, Sassen e Ritter, que dispunham de aparelhagem mais moderna e competitiva, fundiram-se em 1 de julho de 1924 para constituir a Cervejaria Continental, que instalou-se no prédio com todo o seu maquinário. Em 1946 a empresa foi adquirida pela Cervejaria Brahma, com matriz no Rio de Janeiro, permanecendo em atividade até 1998, quando a fábrica mudou-se para Viamão e o conjunto foi comprado pelo grupo Correio do Povo, sendo administrado pela empresa Unicenter, sob empreendimento do grupo Porto Shop, que ali instalaram um shopping center.

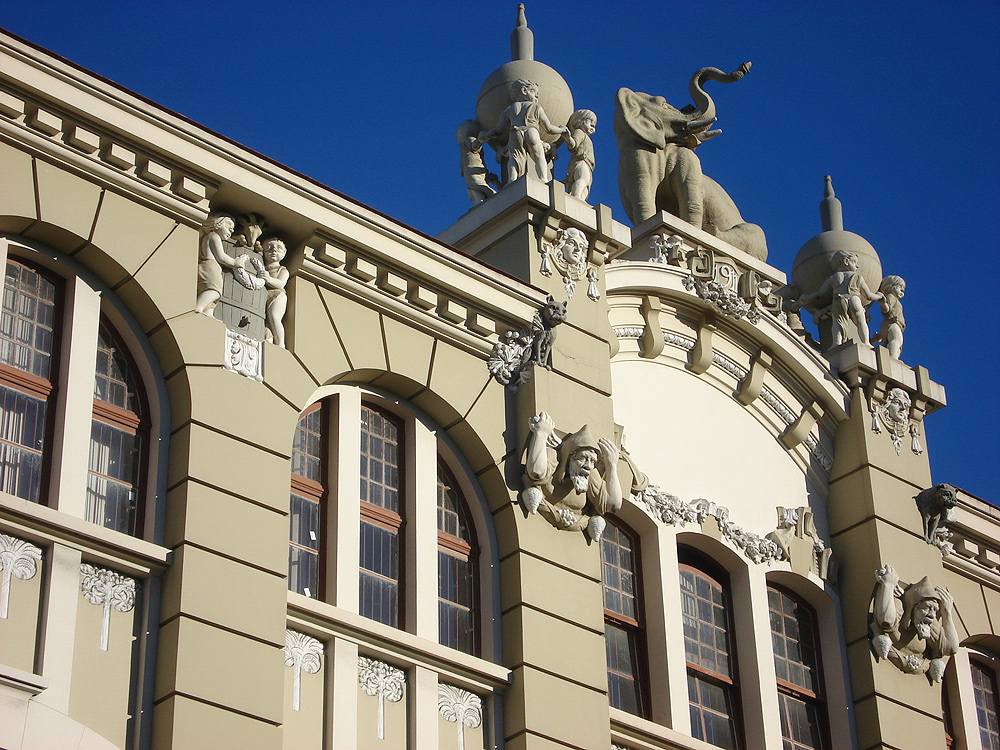
Detalhe da fachada

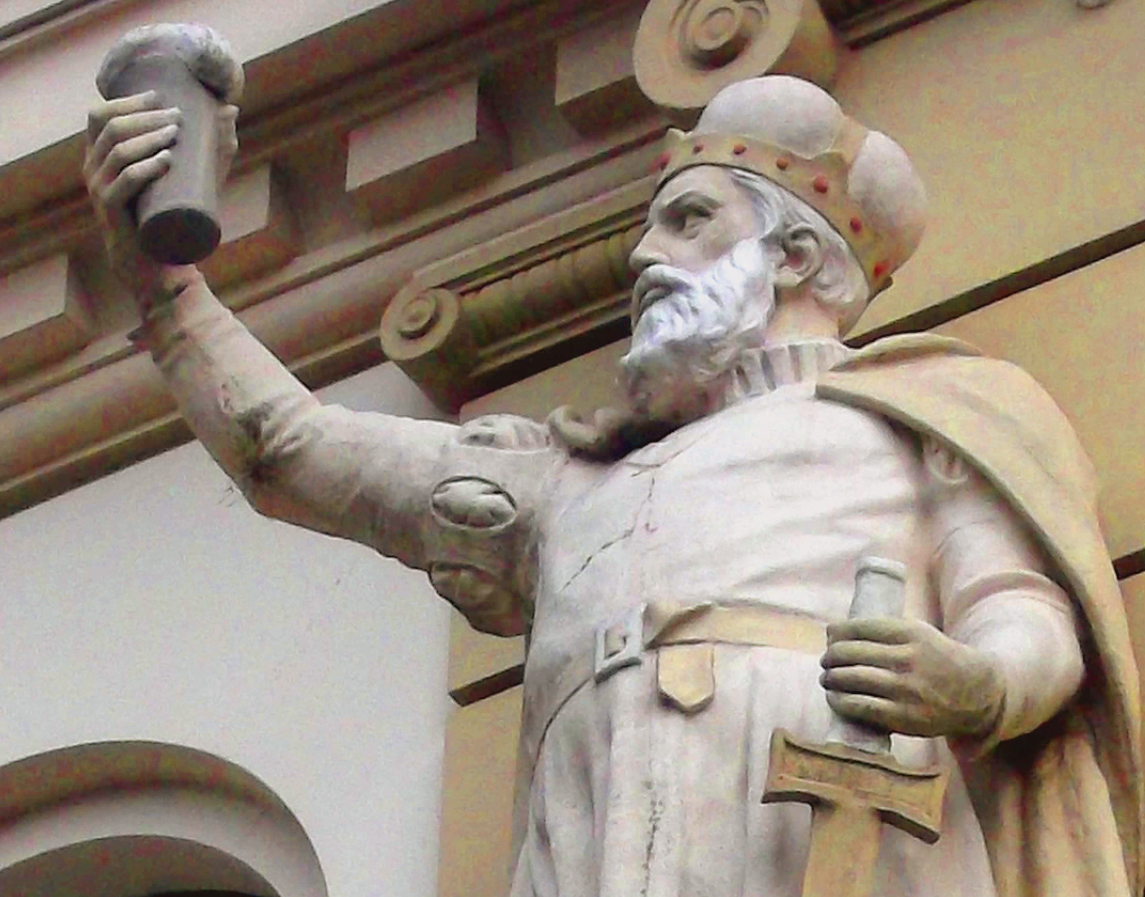
Detalhe da estátua de Gambrinus

Em 1999 os prédios da Fermentação, Caldeiras e Escritórios, além da Chaminé, foram tombados pelo Município, estando inscritos no Livro do Tombo sob o nº 58.

## Características
O projeto foi de Theodor Wiederspahn, a construção ficou a cargo da empresa de Rudolph Ahrons, e a rica decoração das fachadas é obra da equipe de escultores de João Vicente Friedrichs. Na época de sua inauguração foi considerado o maior prédio de cimento armado em todo o Brasil.
O prédio, concebido para servir a uma indústria, tem pés-direitos elevados e amplas janelas e espaços internos. Na fachada existem diversos grupos escultóricos muito interessantes, dentre eles a estátua de Gambrinus (Alfred Adloff), outra de Mercúrio (Wenzel Folberger), um grande elefante ladeado por dois grupos de meninos carregando globos (Schob), além de diversos atlantes em trajes germânicos, bebedores de cerveja com copos nas mãos, diversas faces humanas, figuras de animais, barris e uma profusão de florões, arcadas, frisos, relevos, uma torre com relógio, cúpula e estátuas sobre a entrada principal, e outros elementos decorativos que caracterizam o seu estilo eclético e historicista, típico de Wiederspahn.
O complexo compreende vários edifícios, além de contar com uma chaminé monumental, criando um conjunto de volumetria dinâmica e atraente que, associada à sua ornamentação e história, formam um dos marcos arquitetônicos mais importantes da cidade.

## O prédio hoje
A partir de 2003 o complexo foi ocupado por um bem sucedido shopping center, o Shopping Total, com 457 lojas, administrado pelo Grupo Porto Shop, que realizou a transformação com um investimento de R$ 40 milhões. Baseado em um conceito de off-price, a visitação mensal média chega à marca de 550 mil pessoas. Foi inaugurado em 29 de maio de 2003, com 42 mil m² de área construída, 4 andares e um estacionamento para 7.200 carros.

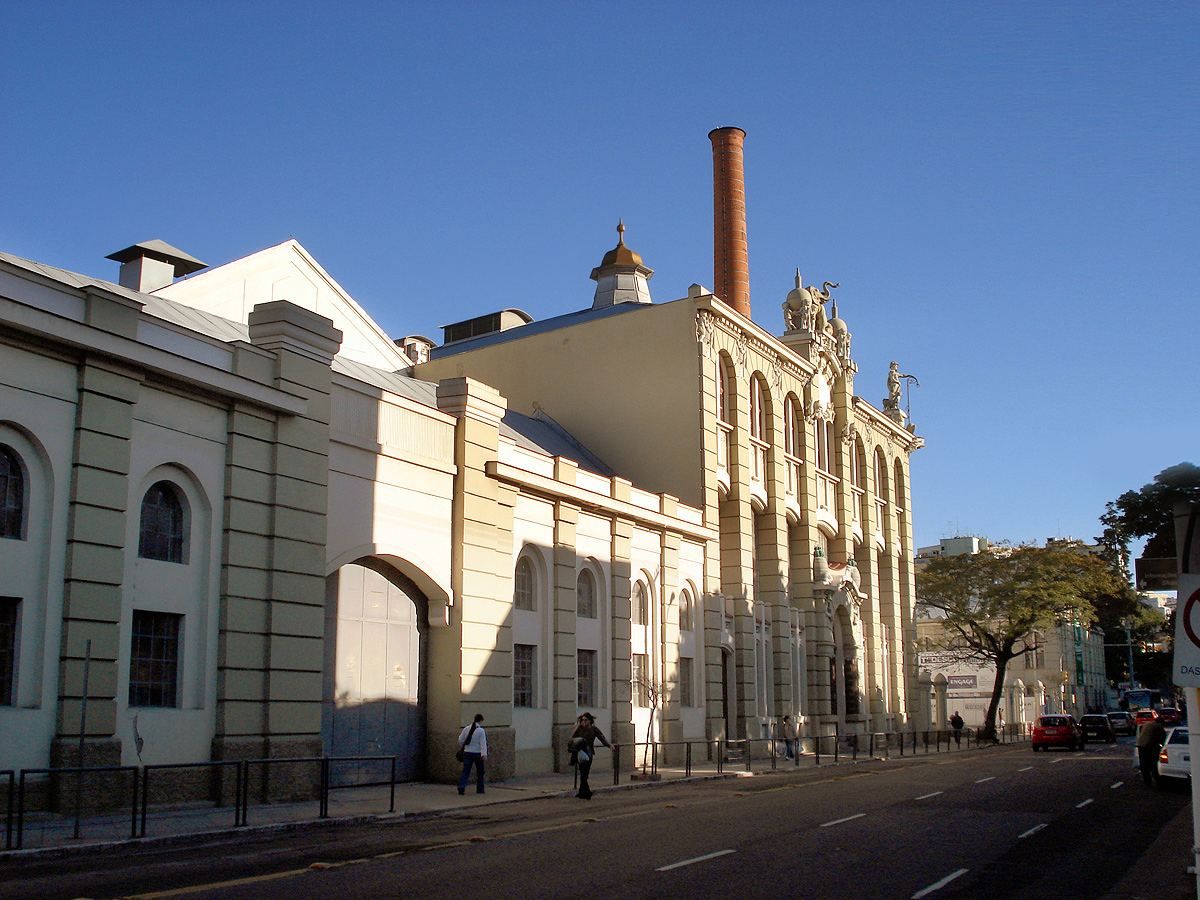
Parte esquerda da grande fachada

Além dos espaços dedicados ao comércio direto, foram instalados nas dependências do complexo de edifícios muitos espaços para serviços diversos, cultura e lazer, tais como:
- Playground
- Cinco salas de cinema
- Supermercado
- Restaurantes
- Biblioteca
- Um bar-restaurante temático
- Alameda dos Escritores, espaço composto com mesas ao ar livre e bares, em homenagem a nove gaúchos de destaque na arte da literatura
- Alameda dos Desportistas
- Alameda dos Antiquários, com ambientação inspirada nos mercados de pulgas europeus
- Alameda dos Artistas, lembrando praças parisienses
- Largo Elis Regina, com um palco retrátil para apresentações culturais

Por fim, completando o que em conjunto se denomina Centro Cultural Total, foram criados:
- O Museu do Vinho e Cave da Vinícola Aurora, construídos sob a chaminé da antiga cervejaria, aproveitando 500 metros de túneis
- O Museu da Cerveja,[3] com 40 mil itens de produtos colecionáveis relacionados à bebida
- O Museu do Esporte, com 300 peças raras
- O Memorial Theo Wiederspahn, onde são exibidos os projetos e fotos da Delegacia Fiscal (hoje o Museu de Arte do RS), Hotel Majestic, entre outras construções idealizados pelo alemão